# Урбанек, Йоханн
Иоханн «Ганс» Урбанек (нем. Johann Urbanek; 10 октября 1910, Австро-Венгрия — 7 июля 2000) — австрийский футболист, игравший на позиции полузащитника. Известен по выступлениям, в частности, в составе клуба «Адмира», а также национальной сборной Австрии. Пятикратный чемпион Австрии, двукратный обладатель Кубка Австрии, финалист Кубка Митропы.
Участник Чемпионата мира 1934 года.

## Клубная карьера
С юных лет выступал в составе клуба «Ваккер» (Вена). В первой команде начал выступать в сезоне 1929-30 годов, сыграв в чемпионате 16 матчей. Следующий сезон начал в составе «Ваккера», но вскоре перешел в команду «Николсон» (Вена).
В составе клуба «Адмира» (Вена) начал играть в сезоне 1931—1932 годов. Сразу стал игроком основного состава, выступая в полузащите вместе с Иоганном Климом и Йозефом Миршицким. В 1932 году «Адмира», в составе которой также выступали такие известные игроки как Антон Янда, Роберт Павличек, Игнац Зигль, Антон Шалль, Адольф Фогль, Карл Штойбер, Вильгельм Ханеман и другие, оформила «дубль» — победив и в чемпионате страны, и в кубке. В национальном первенстве клуб на 2 очка опередил «Фёрст». В кубке в финале был повержен «Винер АК» со счетом 6:1. В чемпионате Урбанек сыграл 21 матч и забил 2 гола, а в кубке 5 матчей. Играл в кубке Митропы 1932 года, где «Адмира» уступила по сумме двух матчей чешской «Славии» (0:3, 1:0).
В 1934 году вместе с командой второй раз завоевал титул чемпиона Австрии. Сыграл в сезоне 21 матч, в которых забил 1 гол, а «Адмира» на два очка опередила «Рапид». Эти же команды сошлись в финале кубка, в котором клуб Урбанека одержал разгромную победу со счетом 8:0.
В том же, 1934 году «Адмира» дошла до финала Кубка Митропы . В первом раунде клуб победил «Наполи» (0:0, 2:2, 5:0), в четвертьфинале — пражскую «Спарту» (4:0, 2:3), в полуфинале туринский «Ювентус» (3:1, 1:2). В финале «Адмира» встретилась эти ещё одним итальянским клубом — «Болоньей». В первом матче команде удалось переломить игру и одержать волевую победу со счетом 3:2. В ответном матче «Адмира» уступила со счетом 1:5.
В сезоне 1934/35 годов «Адмира» стала второй в чемпионате, а вот два следующих розыгрыша выиграла. В 1936 году клуб опередил ближайшего преследователя «Фёрст» на 5 очков. В кубке Митропы 1936 года клуб неожиданно вылетел потерпев поражение от скромного чешского клуба «Простеёв». В первом матче дома «Адмира» сенсационно проиграла 0:4. В ответной венцы вели 2:0 и 3:1, но в итоге сыграли 3:2, завершив игру вшестером. Венгерский арбитр Гертца удалил в первом тайме одного игрока «Простеёва», а во втором сразу пятерых австрийцев (среди удаленных был и Урбанек), хотя и не закончил игру досрочно, как этого требовал регламент.
В 1937 году борьба с «Аустрией» за чемпионский титул шла до конца чемпионата. На свою последнюю игру с «Рапидом» «Адмира» шла с отставанием на 1 очко от конкурента, уже сыгравшего все матчи. Ничейный счет 3:3 принес «Адмире» чемпионство по дополнительным показателям. «Аустрия» же взяла реванш в кубке, где победила «Адмиру» в четвертьфинале и впоследствии получила трофей. В кубке Митропы 1937 года клуб остановился в четвертьфинале. Первая игра с итальянской командой «Дженоа» принесла ничью 2:2, но сам матч получился очень грубым с обеих сторон. На пути из Вены в Генуе между игроками возникла драка, одному из итальянцев сломали челюсть. Начальник полиции Генуи заявил, что не может гарантировать безопасность участников этого матча и матч был отменен. Комитет кубка в итоге решил снять с соревнований обе команды.
Чемпионат 1937/38 годов стал для «Адмиры» худшим с середины 20-х годов — 6 место. Но уже через год команда вернулась на вершину. Чемпионат 1938/39 годов после аншлюса Австрии назывался Гаулига Остмарк и был частью немецкого чемпионата. «Адмира» опередила на 2 очка «Рапид» и седьмой раз в своей истории стала чемпионом. Благодаря этому трофею клуб попал в финальный турнир чемпионата Германии. Клуб выиграл группу, которая состояла из четырёх команд и попал в полуфинал, где одолел со счетом 4:1 «Гамбург». В финале «Адмира» встречалась с сильнейшей немецкой командой того времени — «Шальке». Матч для венцев завершился разгромным поражением от гельзенкирхенцев — 0:9. Урбанек сыграл в этом турнире 6 матчей.
В годы Второй мировой войны «Адмира» не имела значительных успехов в чемпионате, не попадая в тройку призёров. Урбанек играл в команде до 1943 года, а также позже в сезоне 1946/47 годов. До этого играл в немецких командах «Мёльдерс» (Краков) и «Швабен» (Аугсбург). В составе команды «Мёльдерс» был участником первого раунда финального турнира чемпионата Германии 1944 года против команды «Кенигсберг» (1:4).
Позже также играл в скромных австрийских клубах «Рапид» (Оберлаа) и «Ред Стар» (Вена).

## Выступления за сборную
В составе сборной Австрии дебютировал ещё игроком «Николсона» в поединке со сборной Швейцарии (2:0). После этого три года не вызывался в сборную, однако неожиданно попал в заявку сборной перед Чемпионатом мира 1934 года. На чемпионат в Италию сборная Австрии ехала одним из главных фаворитов. Урбанек стал игроком основы, так как, незадолго до чемпионата, травму получил Вальтер Науш. Выступал во всех матчах турнира в полузащите вместе с Йозефом Смистиком и Францем Вагнером. В первом раунде австрийцы победили со счетом 3:2 сборную Франции, а в четвертьфинале своего принципиального соперника сборную Венгрии — 2:1. В полуфинале команда проиграла хозяевам турнира сборной Италии (0:1), следует отметить, что матч вызвал серьёзные притенении австрийцев к судейству.
Разочарованные поражением от хозяев, австрийцы не сумели настроиться на матч за 3 место и уступили сборной Германии со счетом 2:3.
В 1935—1936 годах Урбанек также стабильно играл за сборную, всего на его счету 15 матчей в сборной Австрии. Был участником знаменитого матча против сборной Англии, когда австрийцы впервые в своей истории победили родоначальников футбола со счетом 2:1 в Вене в мае 1936 года.
В 1941 году Ганс сыграл также 1 матч в составе сборной Германии, став одним из многих австрийских игроков, которые после аншлюса играли в немецкой национальной сборной.
Также выступал в составе сборной Вены. Играл в трех международных матчах команды: против Белграда (4:1, 1931), Будапешта (6:0, 1932) и Праги (0:2, 1933).

## Достижения
- Чемпион Австрии (5):1932, 1934, 1936, 1937, 1939
- Серебряный призёр чемпионата Австрии (1):1935
- Обладатель кубка Австрии (2):1932, 1934
- Финалист Кубка Митропы (1):1934
- Финалист чемпионата Германии (1):1939
- Четвёртое место чемпионата мира (1):1934

## Статистика

### Статистика клубных выступлений
| Клуб            | Сезон   | Лига  | Лига | Кубок | Кубок | Кубок Митропы | Кубок Митропы | Всеого | Всеого |
| Клуб            | Сезон   | Матчи | Голы | Матчи | Голы  | Матчи         | Голы          | Матчи  | Голы   |
| --------------- | ------- | ----- | ---- | ----- | ----- | ------------- | ------------- | ------ | ------ |
| Ваккер (Вена)   | 1929/30 | 16    | 0    | 2     | 0     | -             | -             | 18     | 0      |
| Ваккер (Вена)   | 1930/31 | 2     | 0    | 0     | 0     | -             | -             | 2      | 0      |
| Николсон (Вена) | 1930/31 | 12    | 0    | 9     | 0     | -             | -             | 21     | 0      |
| Адмира (Вена)   | 1931/32 | 21    | 2    | 5     | 0     | -             | -             | 26     | 2      |
| Адмира (Вена)   | 1932/33 | 18    | 0    | 1     | 0     | 2             | 0             | 21     | 0      |
| Адмира (Вена)   | 1933/34 | 21    | 1    | 5     | 0     | -             | -             | 27     | 1      |
| Адмира (Вена)   | 1934/35 | 22    | 1    | 2     | 0     | 9             | 0             | 31     | 1      |
| Адмира (Вена)   | 1935/36 | 19    | 0    | 3     | 1     | 2             | 0             | 24     | 1      |
| Адмира (Вена)   | 1936/37 | 22    | 0    | 3     | 0     | 2             | 0             | 27     | 0      |
| Адмира (Вена)   | 1937/38 | 16    | 0    | 3     | 0     | 4             | 0             | 23     | 0      |
| Адмира (Вена)   | 1938/39 | 6+    | 0    | 1     | 0     | -             | -             | ?      | ?      |
| Адмира (Вена)   | 1939/40 | ?     | ?    | 1     | 0     | -             | -             | ?      | ?      |
| Адмира (Вена)   | 1940/41 | ?     | ?    | 0     | 0     | -             | -             | ?      | ?      |
| Адмира (Вена)   | 1941/42 | ?     | ?    | 4     | 0     | -             | -             | ?      | ?      |
| Адмира (Вена)   | 1942/43 | ?     | ?    | 0     | 0     | -             | -             | ?      | ?      |

### Статистика выступлений в Кубке Митропы
| №                            | Розыгрыш                     | Стадия                       | Дата и место провидени       | Команда 1                    | Счет | Команда 2           | Голы |
| ---------------------------- | ---------------------------- | ---------------------------- | ---------------------------- | ---------------------------- | ---- | ------------------- | ---- |
| 1                            | 1932                         | 1/4                          | 18.06.1932 Прага             | Славия (Прага)               | 3:0  | Адмира (Вена)       |      |
| 2                            | 1932                         | 1/4                          | 26.06.1932 Вена              | Адмира (Вена)                | 1:0  | Славия (Прага)      |      |
| 3                            | 1934                         | 1/8                          | 17.06.1934 Вена              | Адмира (Вена)                | 0:0  | Наполи              |      |
| 4                            | 1934                         | 1/8                          | 24.06.1934 Неаполь           | Наполи                       | 2:2  | Адмира (Вена)       |      |
| 5                            | 1934                         | 1/8 перегр.                  | 1.07.1934 Цюрих              | Адмира (Вена)                | 5:0  | Наполиі             |      |
| 6                            | 1934                         | 1/4                          | 18.07.1934 Вена              | Адмира (Вена)                | 4:0  | Спарта (Прага)      |      |
| 7                            | 1934                         | 1/4                          | 22.07.1934 Прага             | Спарта (Прага)               | 3:2  | Адмира (Вена)       |      |
| 8                            | 1934                         | 1/2                          | 25.07.1934 Вена              | Адмира (Вена)                | 3:1  | Ювентус (Турин)     |      |
| 9                            | 1934                         | 1/2                          | 29.07.1934 Турин             | Ювентус (Турин)              | 2:1  | Адмира (Вена)       |      |
| 10                           | 1934                         | Финал                        | 5.09.1934 Вена               | Адмира (Вена)                | 3:2  | Болонья             |      |
| 11                           | 1934                         | Финал                        | 9.09.1934 Болонья            | Болонья                      | 5:1  | Адмира (Вена)       |      |
| 12                           | 1935                         | 1/8                          | 16.06.1935 Вена              | Адмира (Вена)                | 3:2  | Хунгария (Будапешт) |      |
| 13                           | 1935                         | 1/8                          | 23.06.1935 Будапешт          | Хунгариія (Будапешт)         | 7:1  | Адмира (Вена)       |      |
| 14                           | 1936                         | 1/8                          | 21.06.1936 Вена              | Адмира (Вена)                | 0:4  | Простеёв            |      |
| 15                           | 1936                         | 1/8                          | 28.06.1936 Прага             | Простеёв                     | 2:3  | Адмира (Вена)       | 79'  |
| 16                           | 1937                         | 1/8                          | 13.06.1937 Вена              | Адмира (Вена)                | 1:1  | Спарта (Прага)      |      |
| 17                           | 1937                         | 1/8                          | 25.06.1937 Прага             | Спарта (Прага)               | 2:2  | Адмира (Вена)       |      |
| 18                           | 1937                         | 1/8 перегр.                  | 29.06.1937 Будапешт          | Спарта (Прага)               | 0:2  | Адмира (Вена)       |      |
| 19                           | 1937                         | 1/4                          | 4.06.1937 Вена               | Адмира (Вена)                | 2:2  | Дженоа 1893         |      |
| Всего матчей в Кубке Митропы | Всего матчей в Кубке Митропы | Всего матчей в Кубке Митропы | Всего матчей в Кубке Митропы | Всего матчей в Кубке Митропы | 19   |                     | 0    |